# Semotrachia hughana
Semotrachia hughana är en snäckart som beskrevs av Alan Solem 1993. Semotrachia hughana ingår i släktet Semotrachia och familjen Camaenidae. Inga underarter finns listade i Catalogue of Life.